# Амбайтл (вулкан)
Вулкан Амбайтл — вулкан, расположен на одноимённом острове, входящий в состав провинции Новая Ирландия, Папуа — Новая Гвинея.
Амбайтл  — стратовулкан, высотой 450 метров. Основная часть вулкана находится под водой. Расположен в 50 километрах к северу-западу от побережья острова Новая Ирландия.
Вулкан состоит из щёлочных пород, которые образовались в эпоху плиоцена. Вулканические породы указывают, что вулкан первоначально был под водой, так как породы имеют морское происхождение. В эпоху плейстоцена образовались трахиты и лавовые купола. Фумарольная и термальная активность наблюдается на западной оконечности вулкана, а также в прибрежном рифе, который примыкает к острову. Подводные источники содержат соединения мышьяка, но тем не менее окружающая фауна довольно богата рыбой.
Рядом находится более малый вулканический остров Бабасе, с которым Амбайтл соединён узким перешейком.